# Pierre Hébert

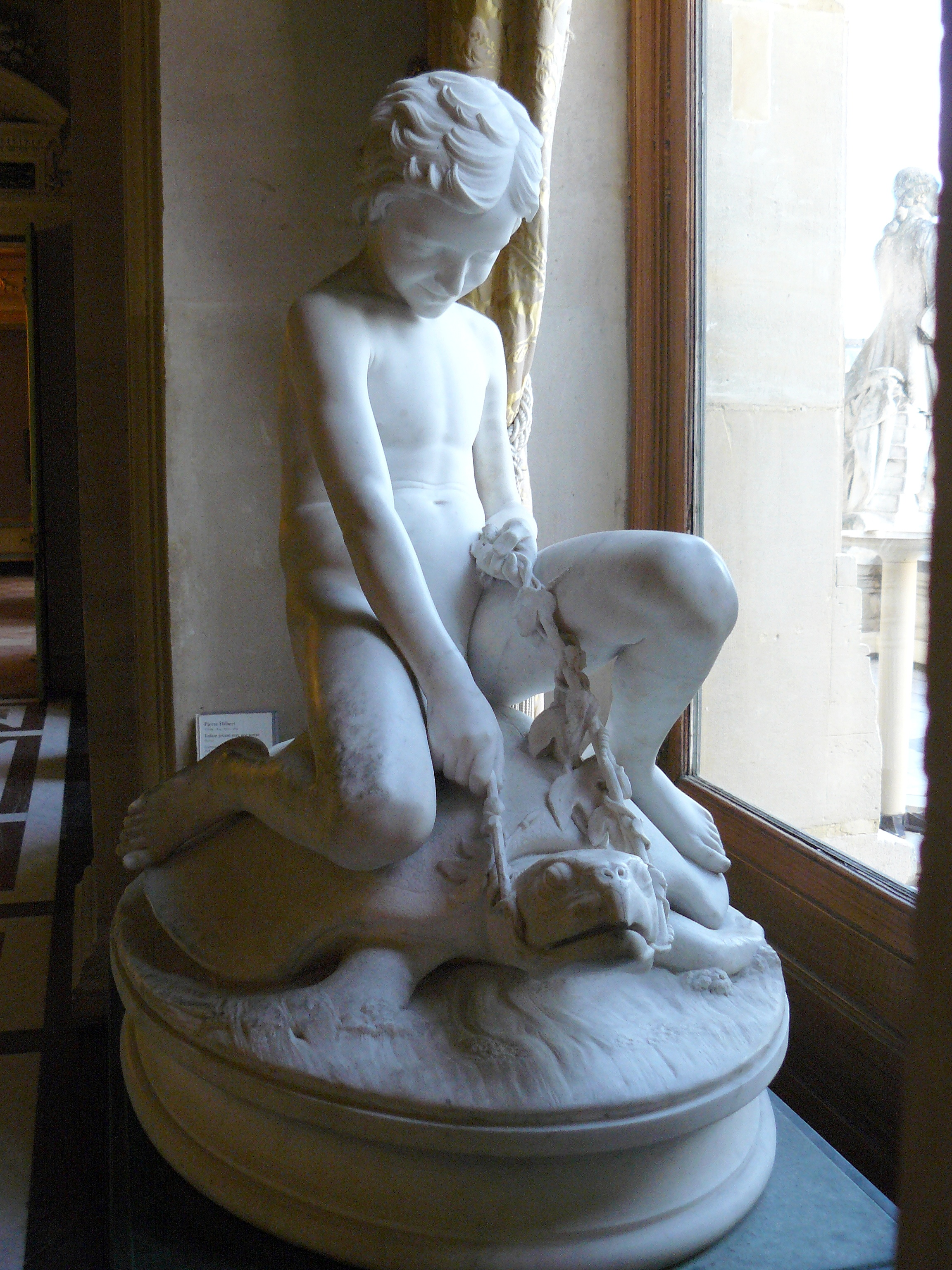
Niño jugando con una tortuga. Museo del Louvre.

Pierre Hébert nacido en Villabé el año 1804 y fallecido en París el 1869, fue un escultor francés. Su hijo, Pierre-Eugène-Émile Hébert (1828–1893) fue también escultor.

## Datos biográficos
Fue padre del escultor Pierre-Eugène-Émile Hébert (1828-1893), su nuera, Hélène Bertaux (1825-1909), fue también escultora.

## Obras
Entre las mejores y más conocidas obras de Pierre Hébert se incluyen las siguientes:

### En el Louvre

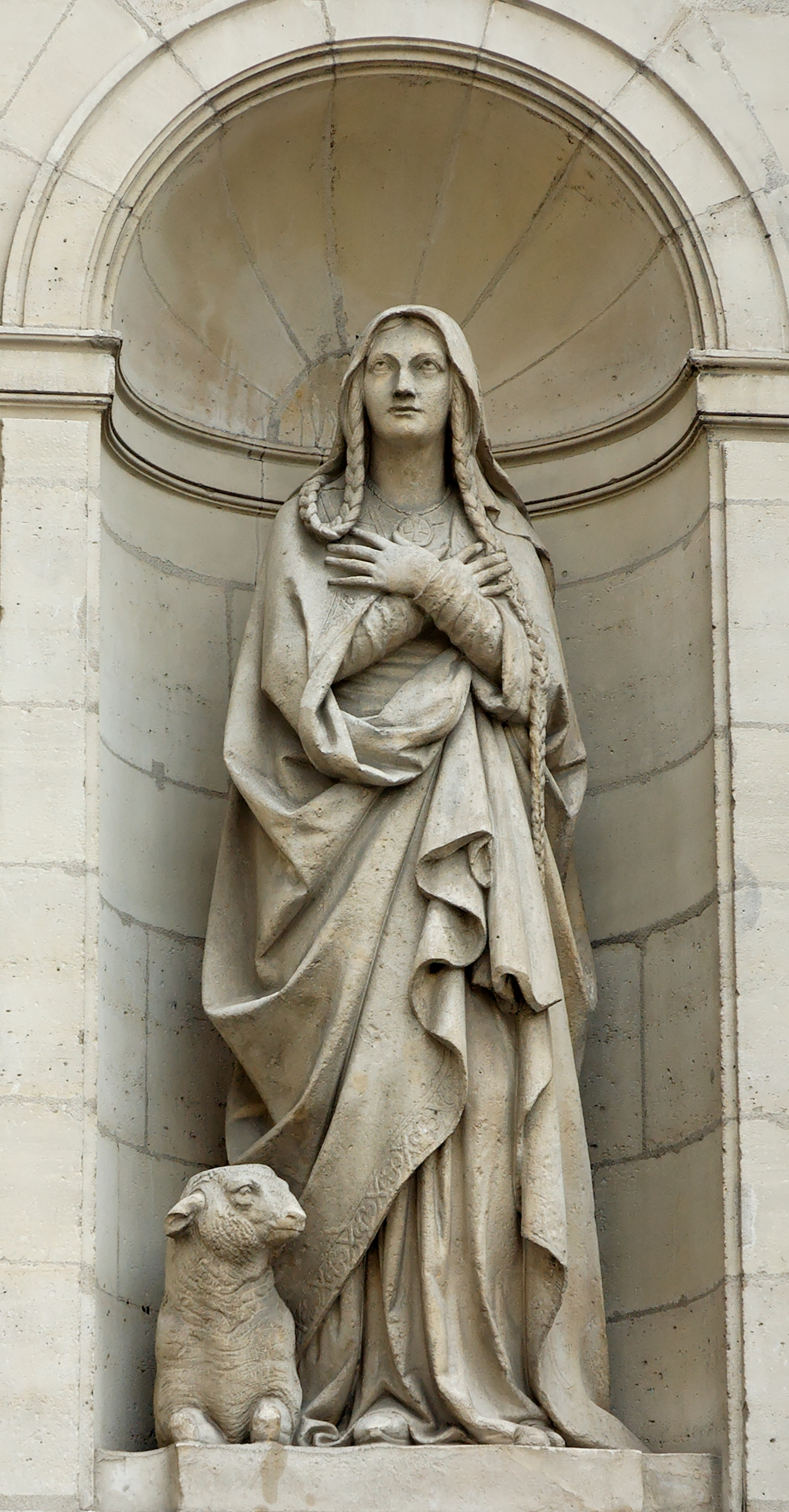
Santa Genoveva, hacia 1860–1865, fachada de la iglesia de Saint-Étienne-du-Mont en París.

- Niño jugando con una tortuga (Enfant jouant avec une tortue), 1849, Louvre

- Río de la vida (Fleuve de la vie), 1855, fachada oeste de la Cour Carrée en el Palacio del Louvre

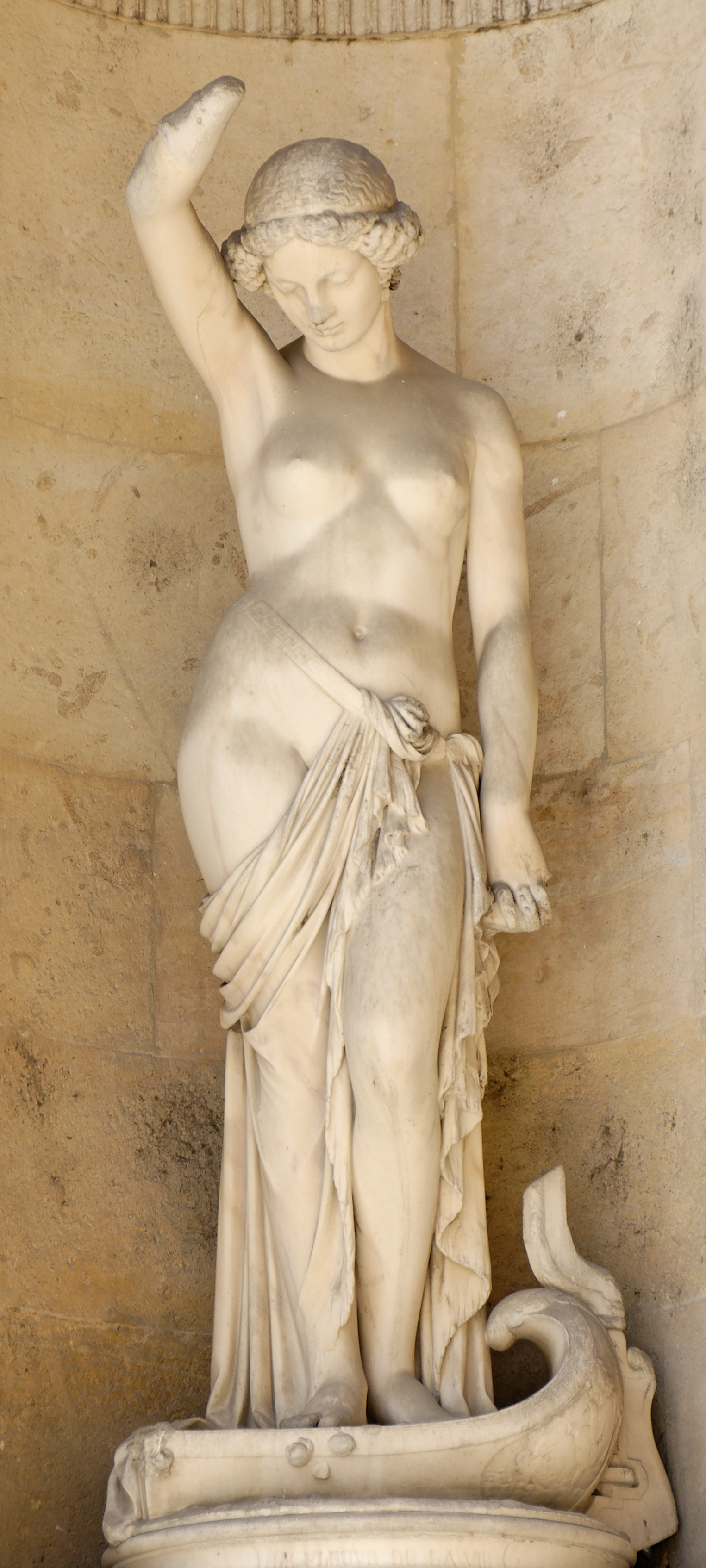

 Pulsar sobre la imagen para ampliar. 
- El Mariscal Ney, después de 1869, fachada del Louvre a la rue de Rivoli

- Estatua de Louis de Rouvroy, duque de Saint-Simon. Piedra, hacia 1853. Decimoquinta estatua desde el Pabellón Colbert al Pabellón Sully, Cour Napoléon del Louvre. Dentro de la serie de 86 estatuas de Hombres Ilustres que adornan la fachada del Louvre.

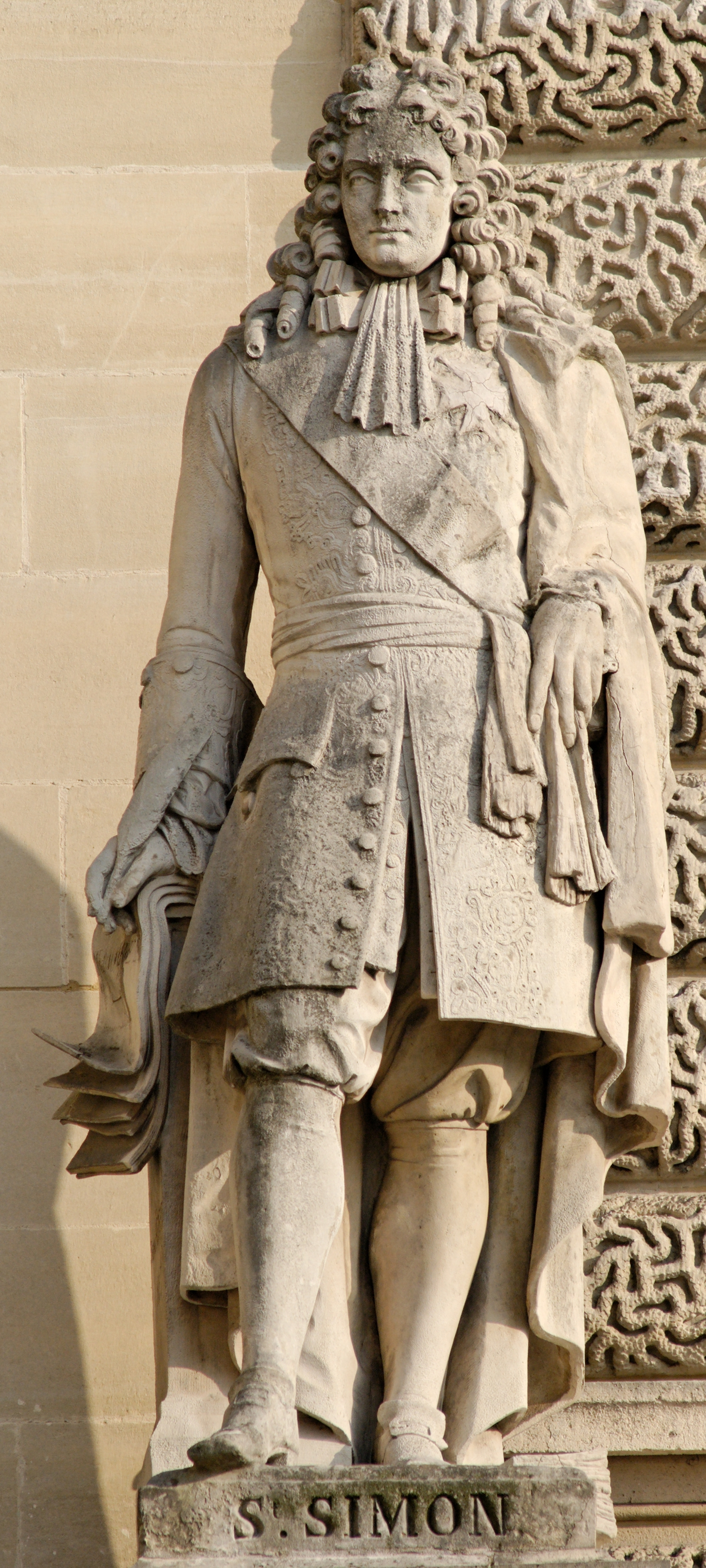

- Estatua de Mazarino. Piedra, después de 1853. Sexta estatua desde el Pabellón Turgot al Pabellón Richelieu, Cour Napoléon del Louvre. Dentro de la serie de 86 estatuas de Hombres Ilustres que adornan la fachada del Louvre.

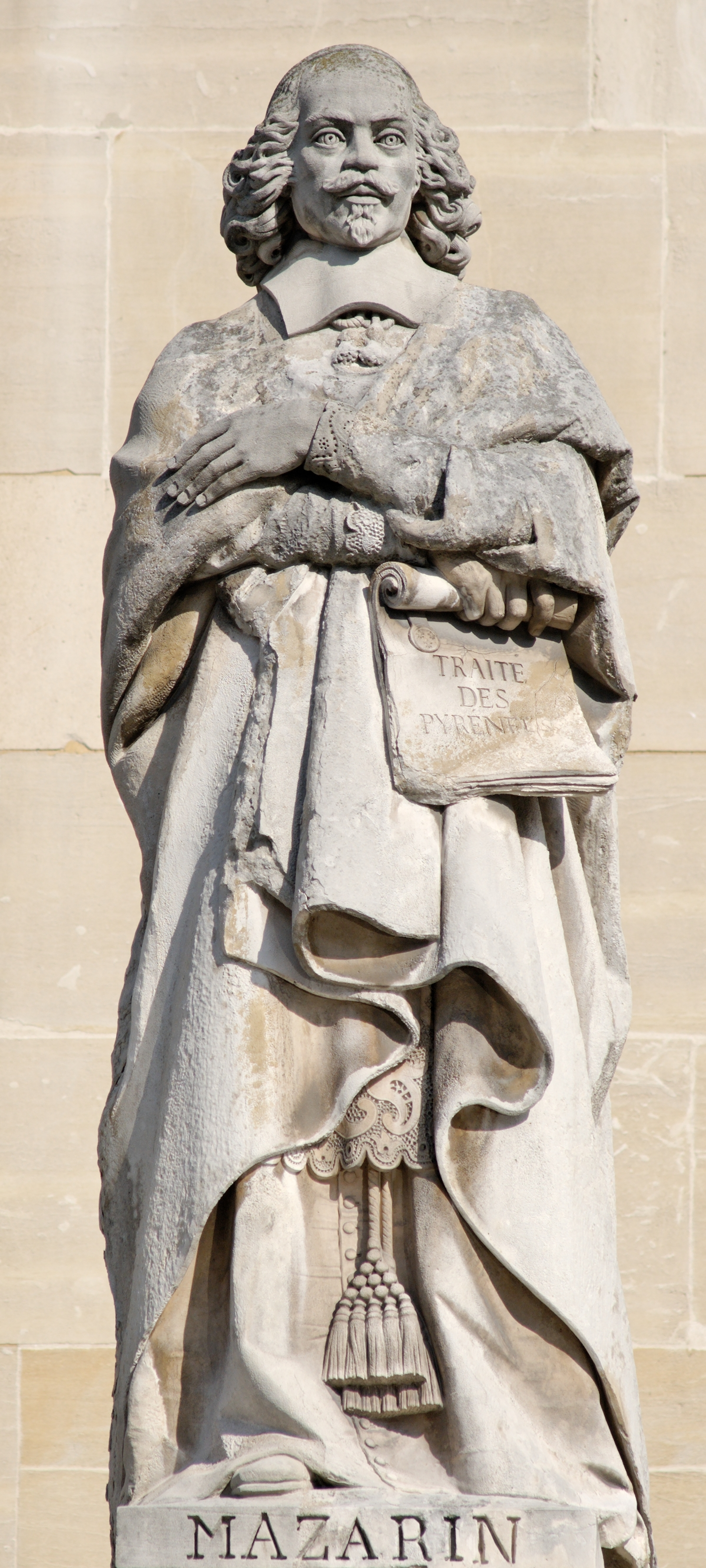

### Obras en París
- Santa Genoveva, hacia 1860–1865, fachada de la iglesia de Saint-Étienne-du-Mont en París. Hornacina a la derecha de la puerta principal.

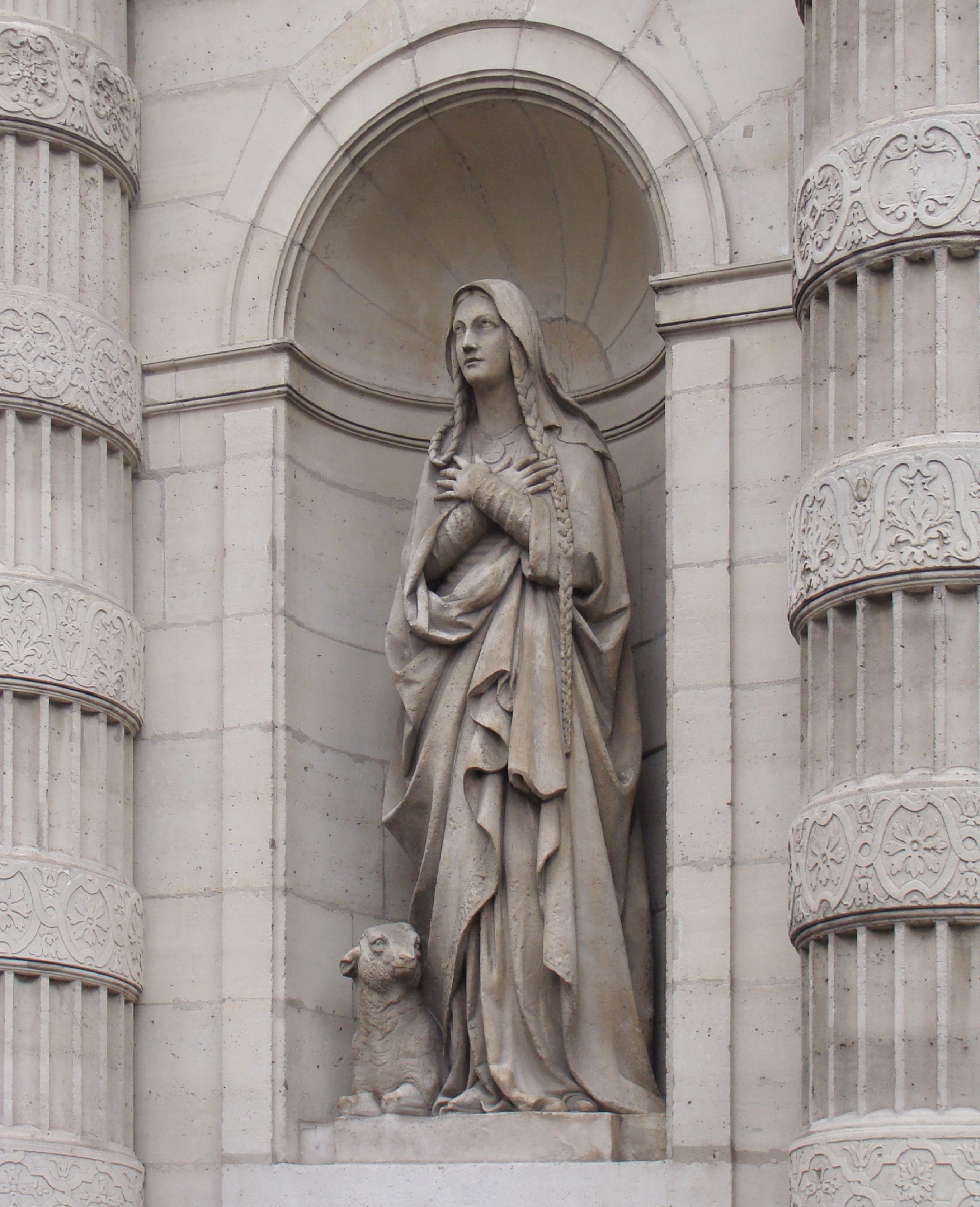
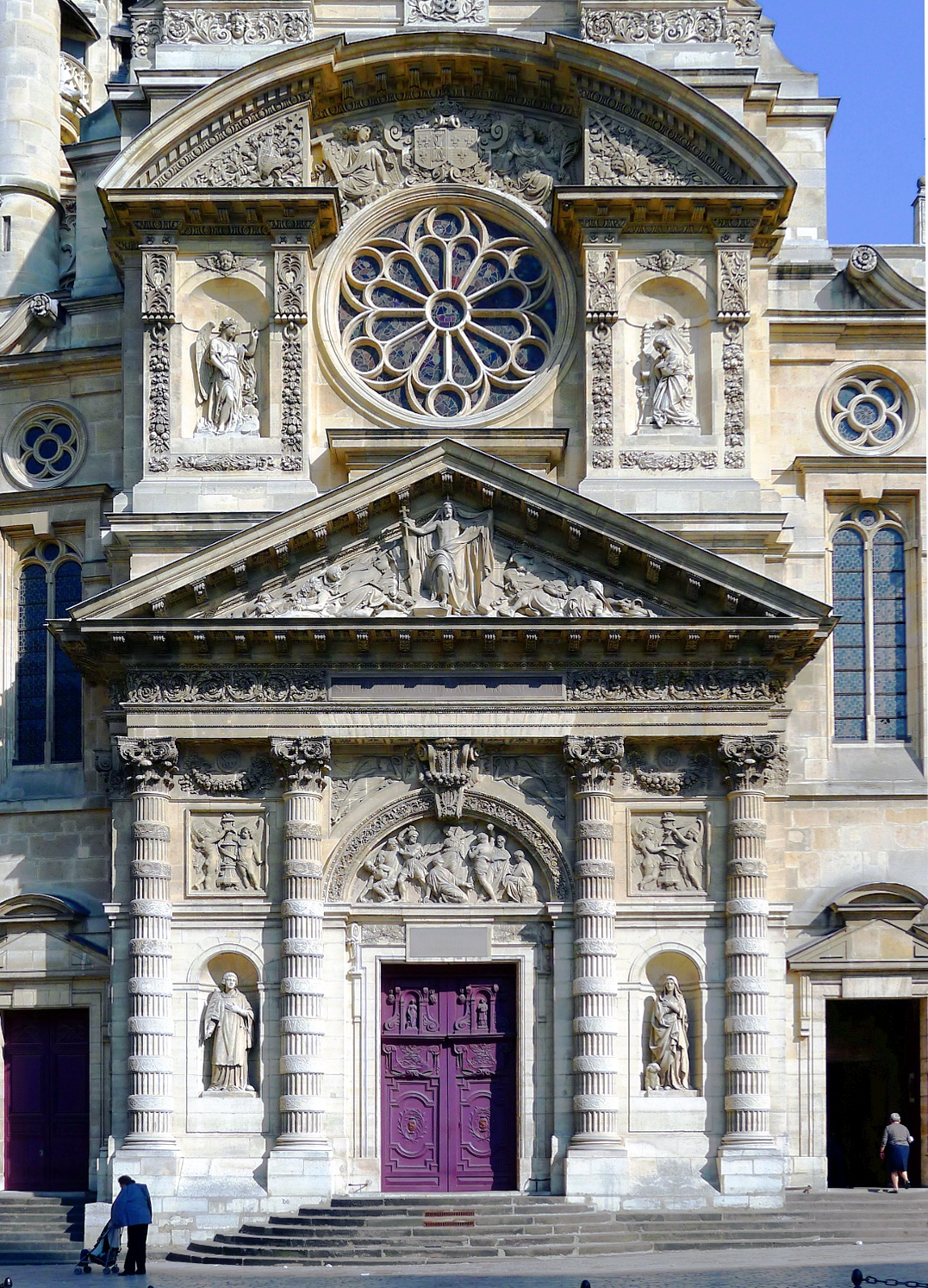

 Pulsar sobre la imagen para ampliar. 
- Louis-Nicolas Vauquelin, estatua en bronce, 1866, patio de la Facultad de Farmacia de París (fr)

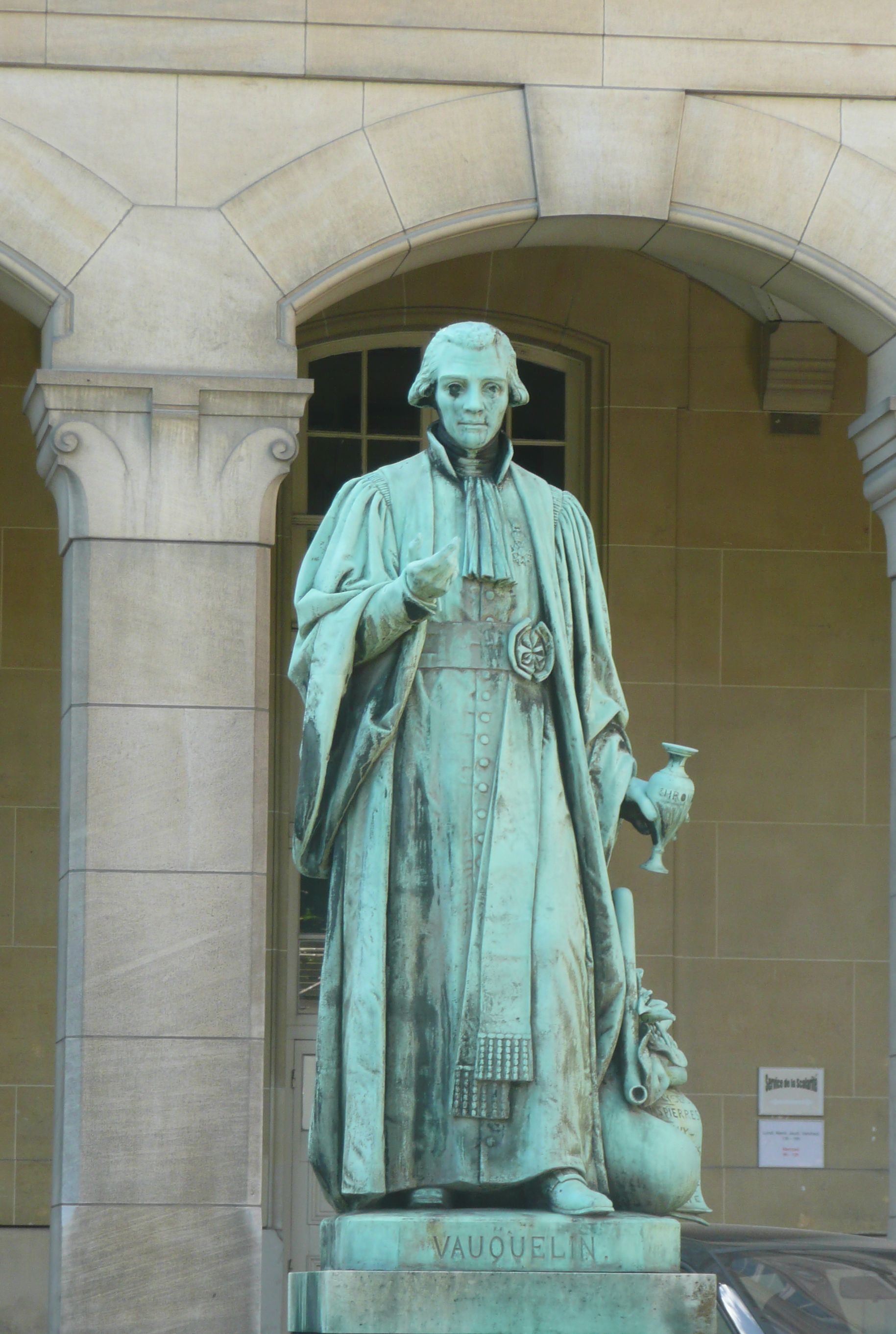
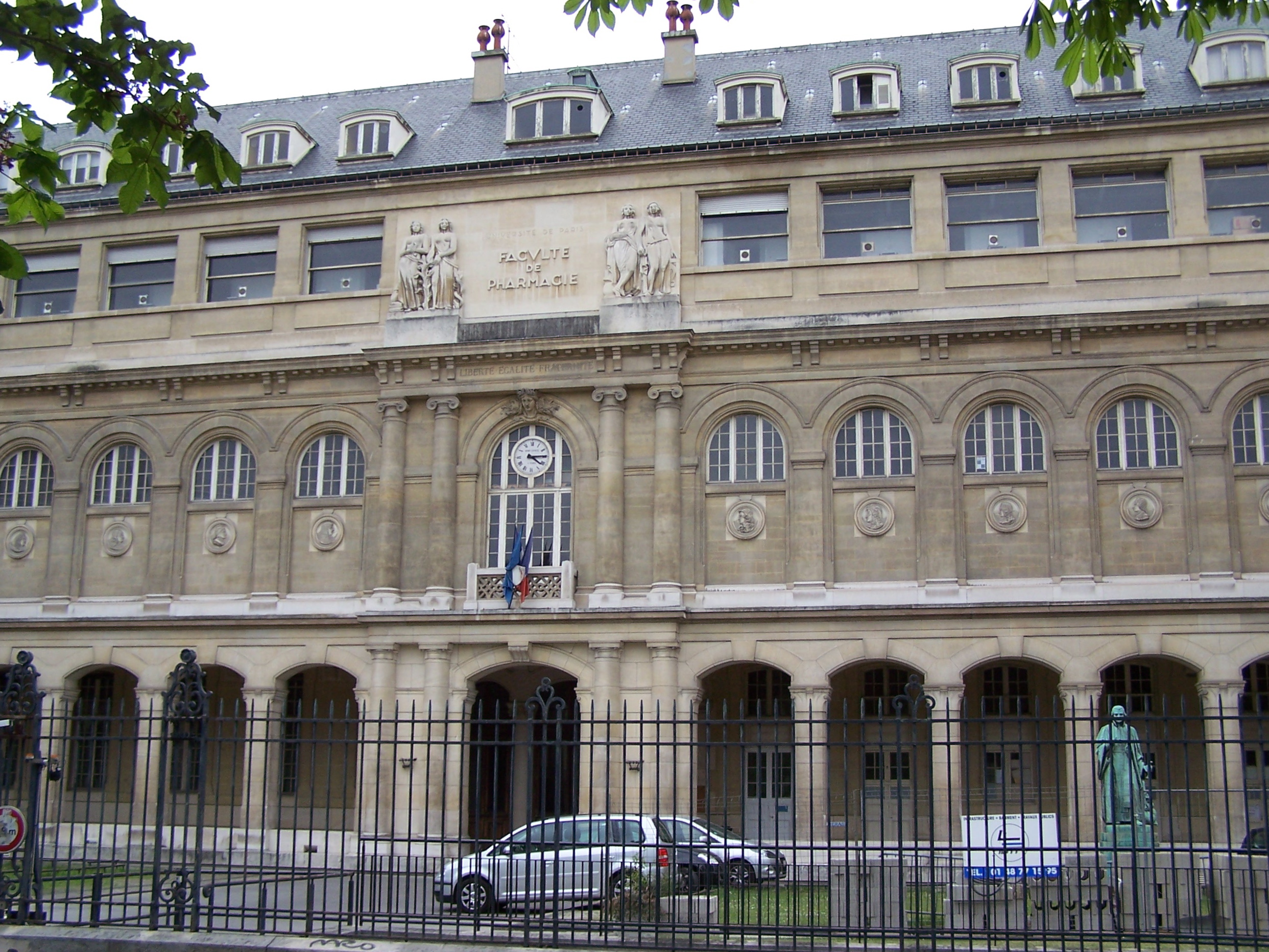

 Pulsar sobre la imagen para ampliar. 
- Estatua de Parmentier en la facultad de farmacia de Paris.

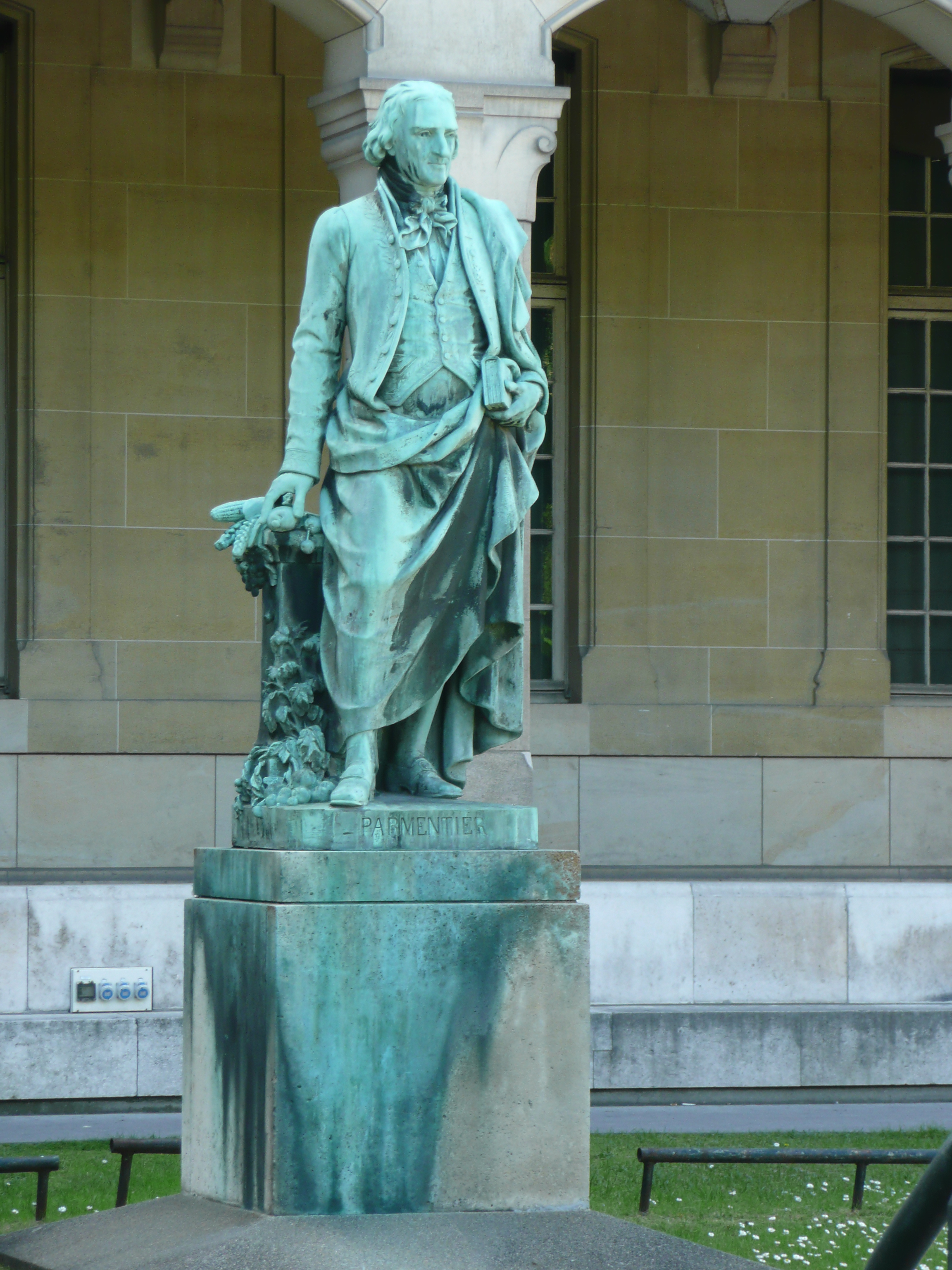

 Pulsar sobre la imagen para ampliar. 

### Otras localizaciones
- Olivier de Serres , estatua en bronce en Villeneuve-de-Berg

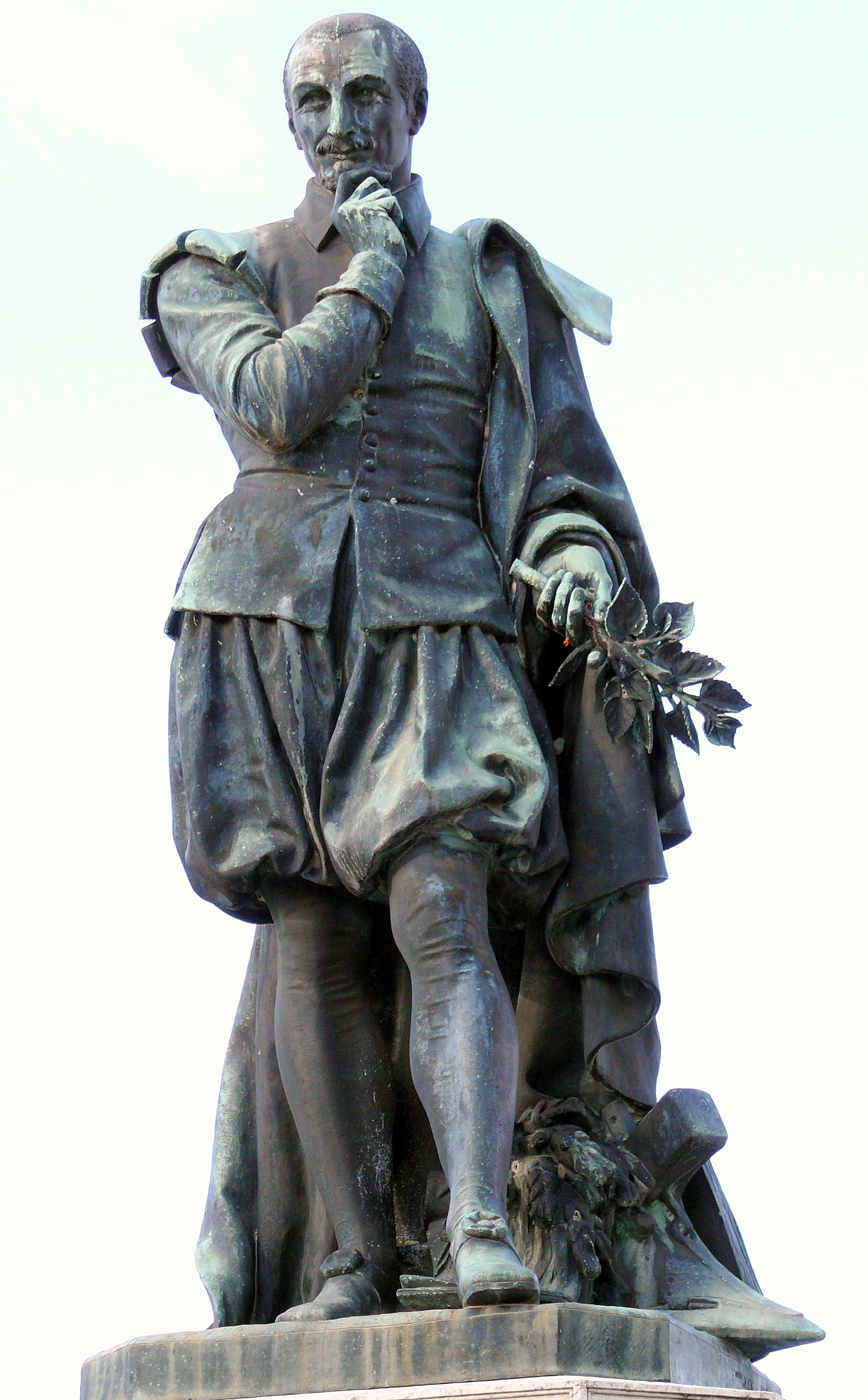

 Pulsar sobre la imagen para ampliar. 
- El Almirante Guy-Victor Duperré (fr), estatua en bronce en La Rochelle

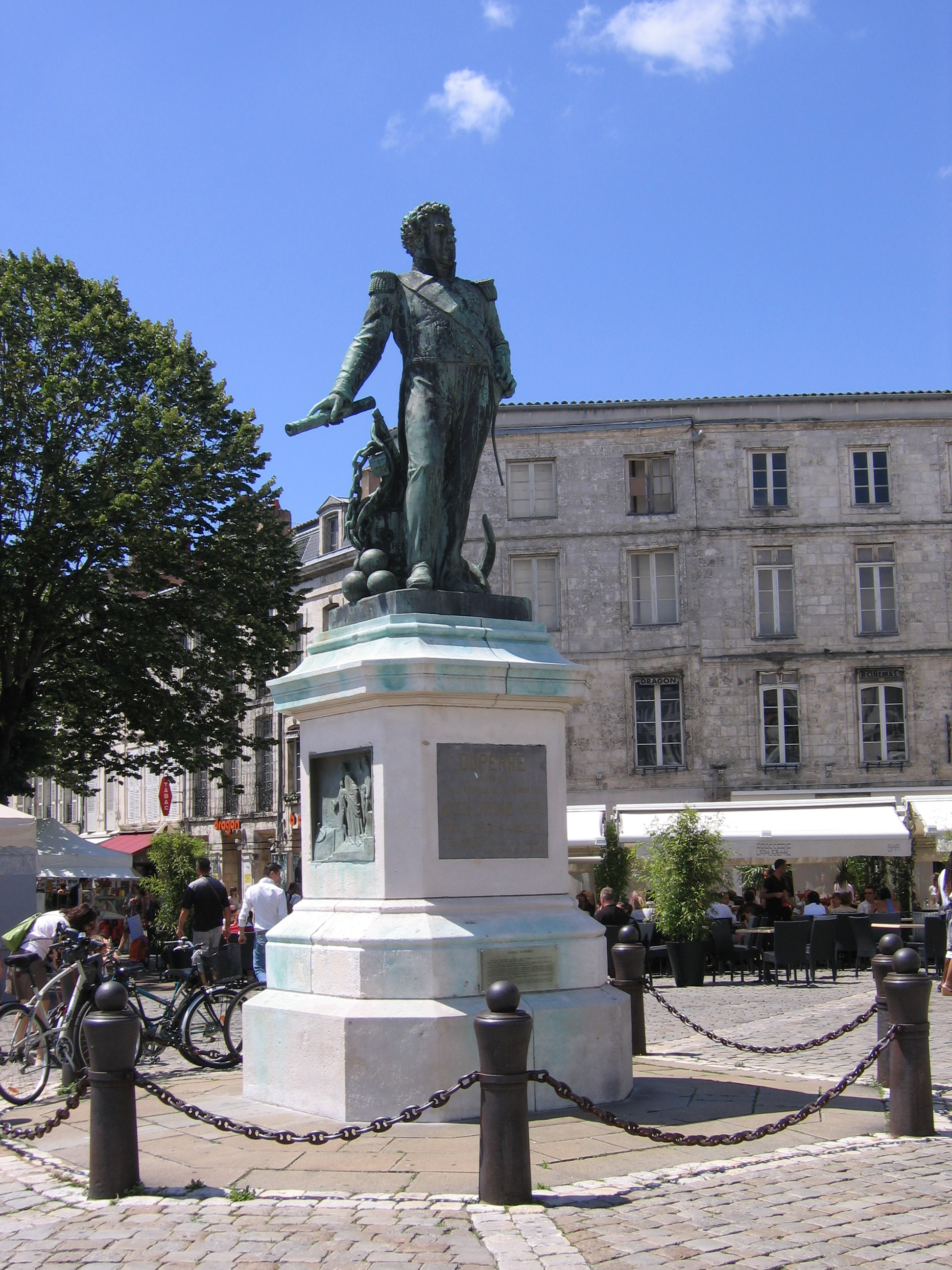
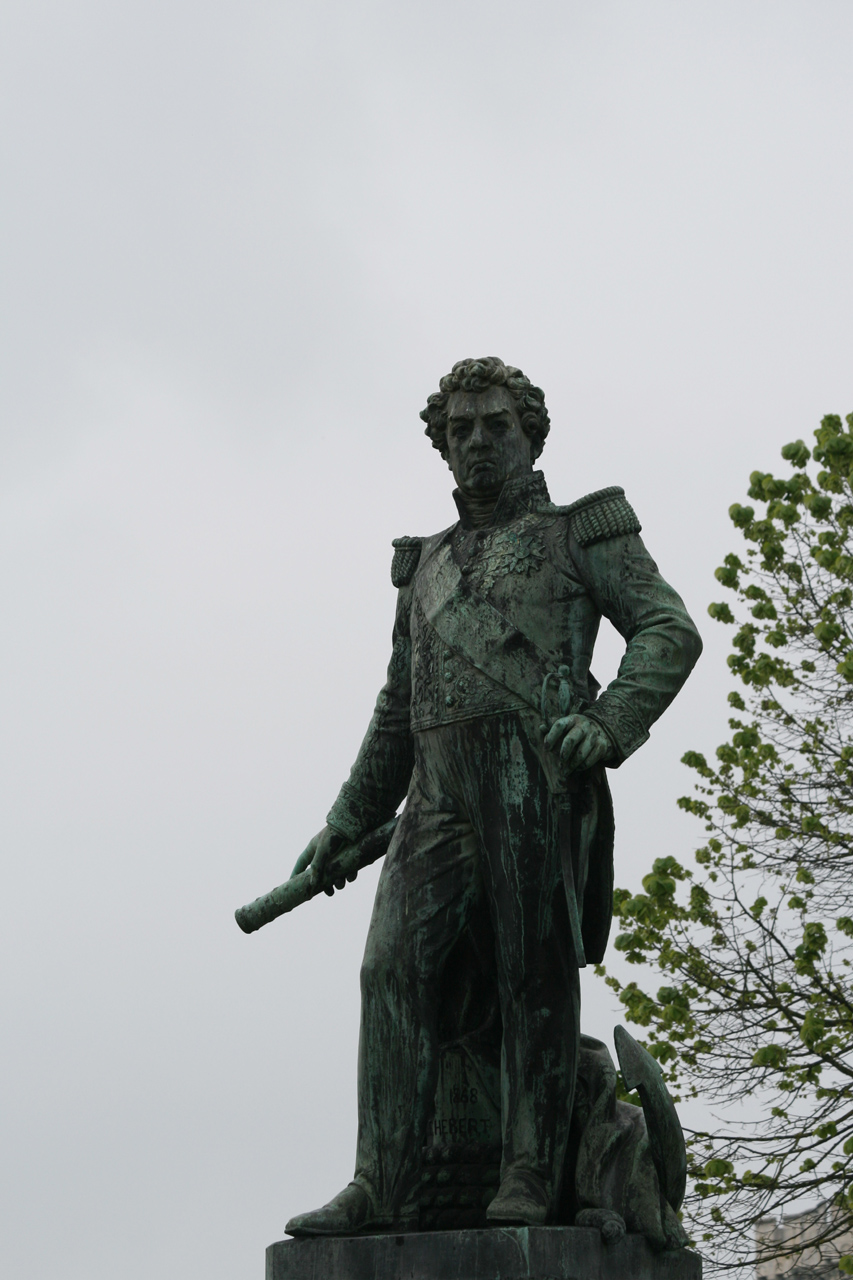
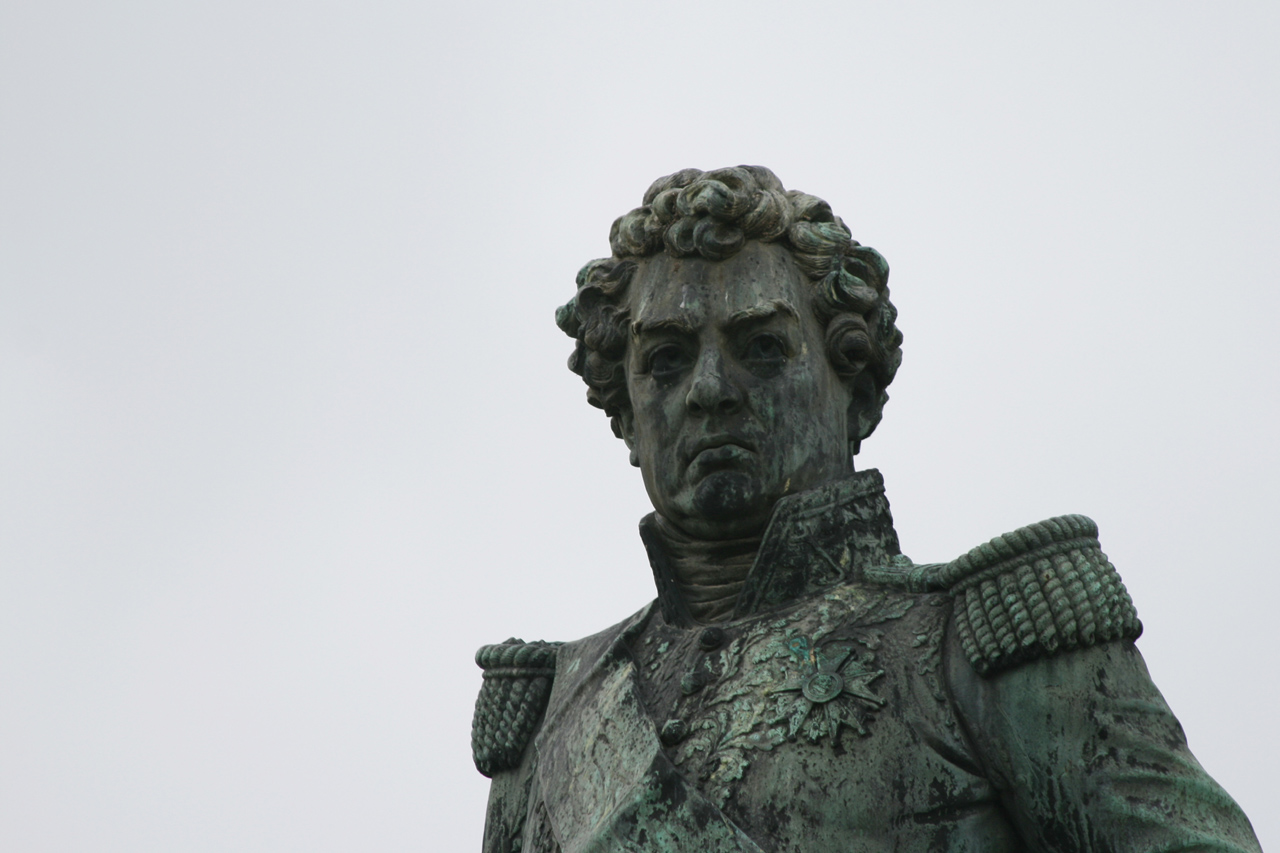
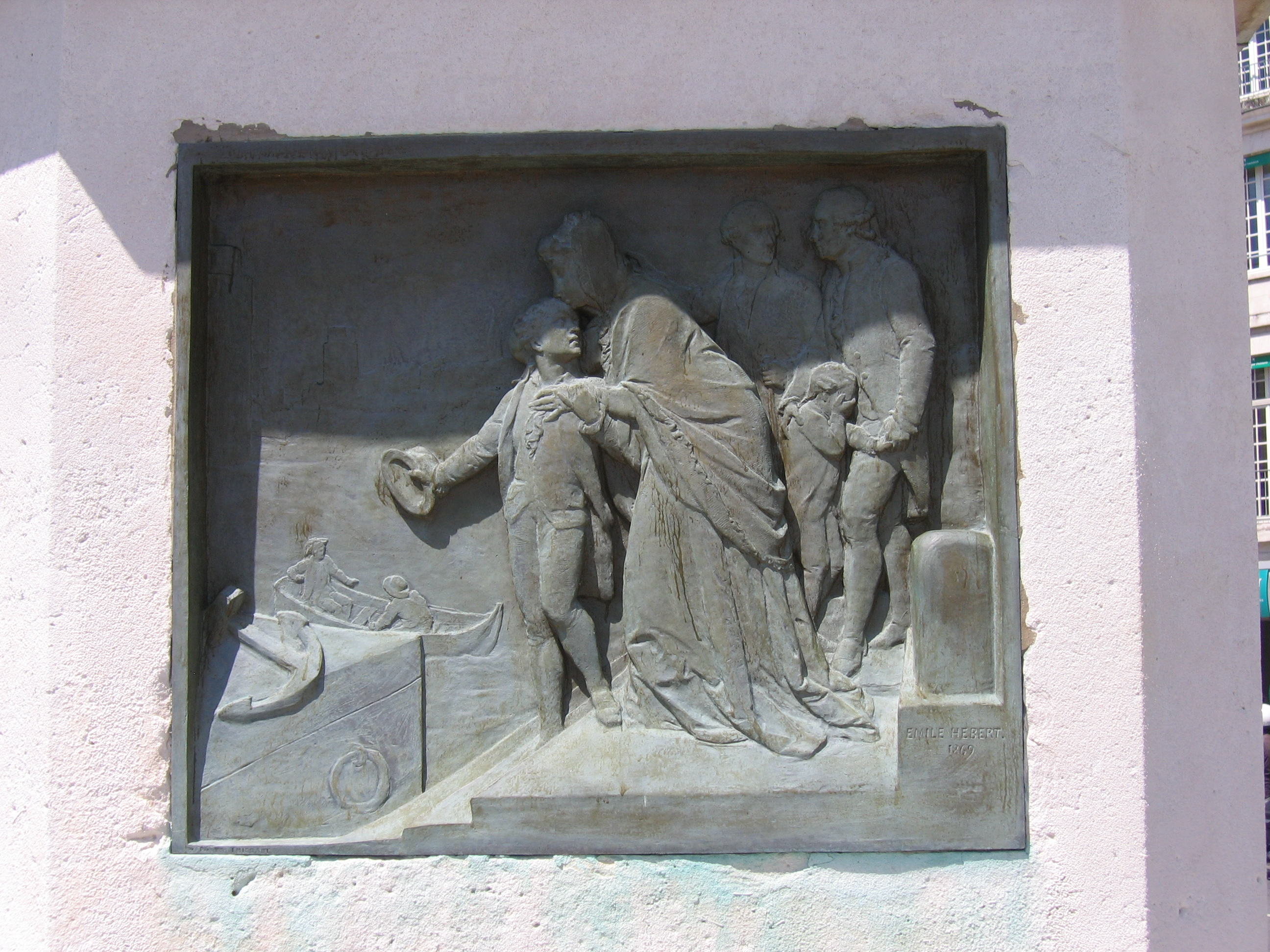
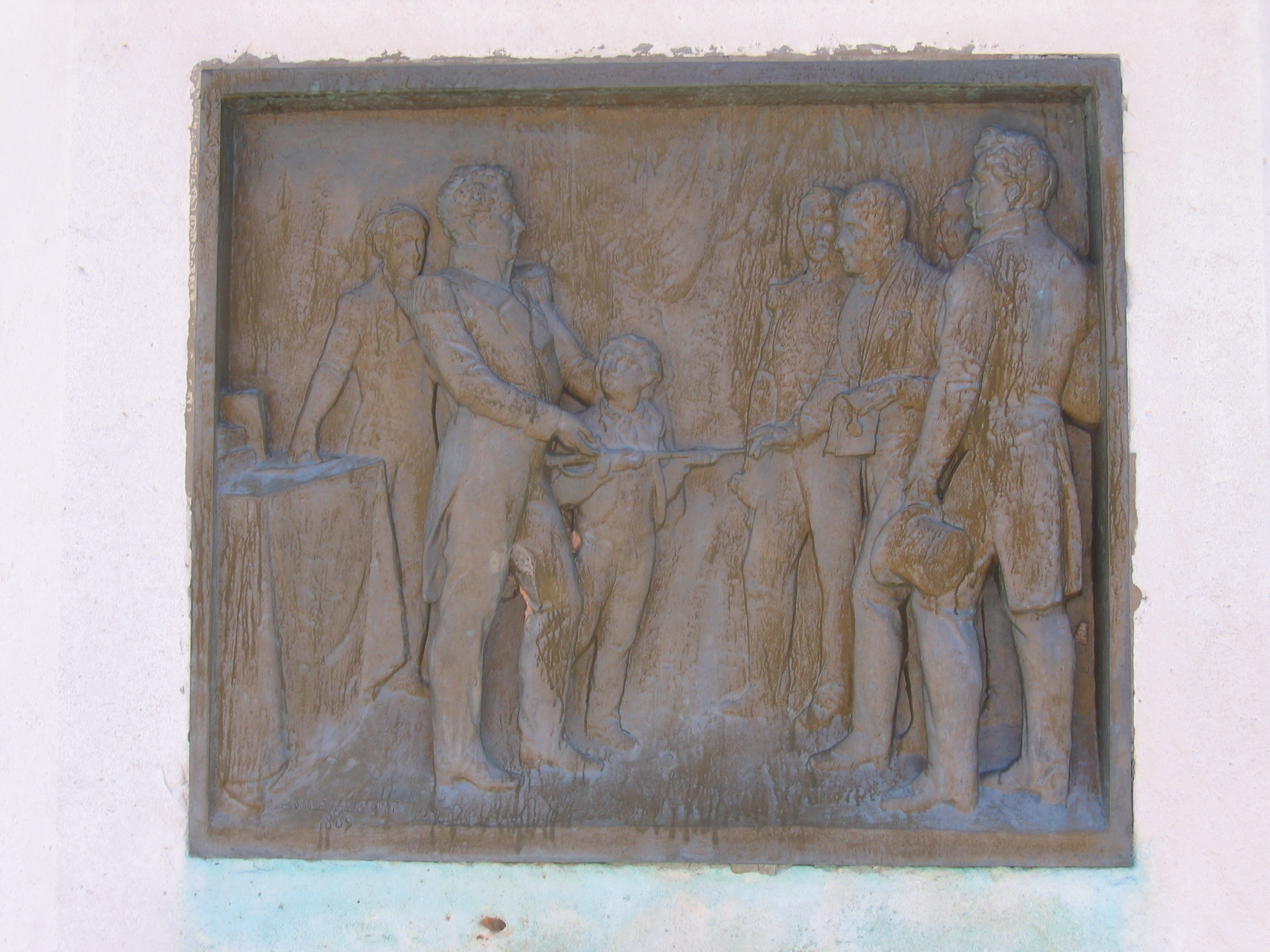
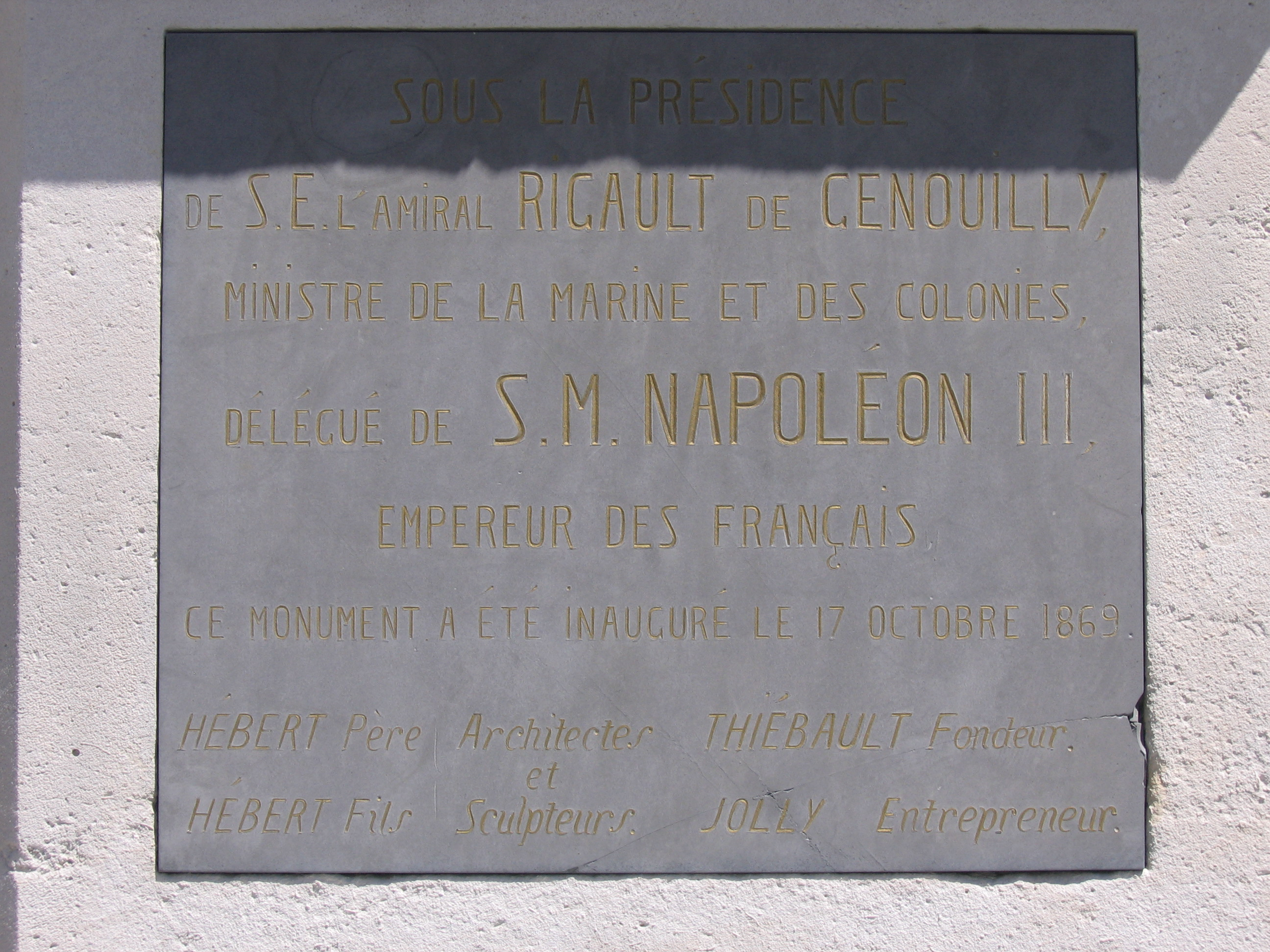

### Obras desaparecidas
- Estatua de bronce de Adrien de Gasparin (fr). Fue fundida por los ocupantes en 1942. La imagen corresponde a una tarjeta postal, del editor Louis Lévy que circuló hacia 1924.

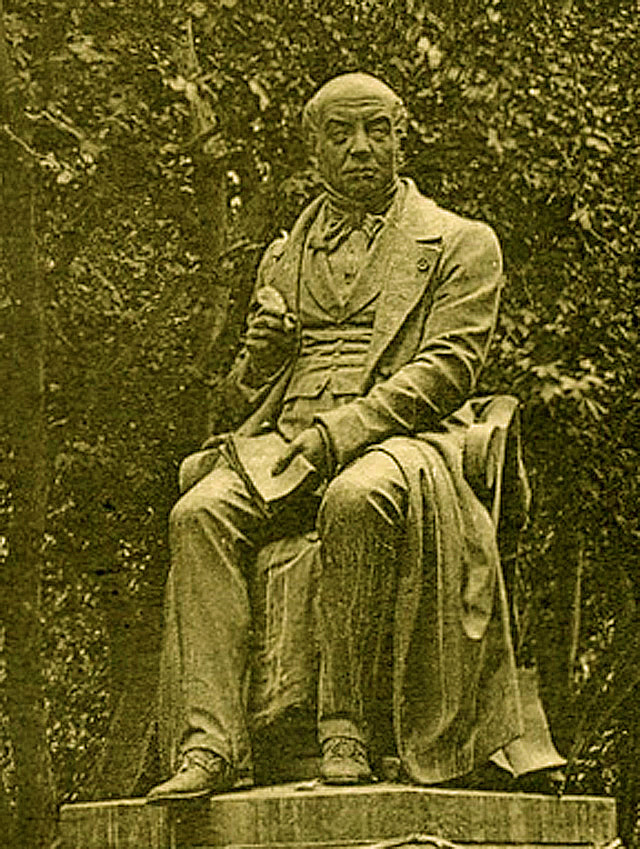

 Pulsar sobre la imagen para ampliar. 